# Colonia Campesina, Delstaten Mexiko
Colonia Campesina är en ort i Mexiko.   Den ligger i kommunen Tianguistenco och delstaten Mexiko, i den sydöstra delen av landet, 50 km sydväst om huvudstaden Mexico City. Colonia Campesina ligger 2 733 meter över havet och antalet invånare är 580.
Terrängen runt Colonia Campesina är lite bergig. Runt Colonia Campesina är det ganska tätbefolkat, med 207 invånare per kvadratkilometer. Närmaste större samhälle är Ocoyoacac, 18,7 km norr om Colonia Campesina. I omgivningarna runt Colonia Campesina växer i huvudsak blandskog.